# Barther Oie
Die unbewohnte Insel Barther Oie (gesprochen: kurzes „Oi“) gehört zur Gemeinde Zingst im Bundesland Mecklenburg-Vorpommern und liegt im Barther Bodden zwischen der Stadt Barth und der Halbinsel Zingst.
Die Ostseeinsel hat eine Fläche von etwa 68 Hektar und erhebt sich wie ihre Schwesterinsel Kirr nur einen Meter über den Meeresspiegel. Heute ist die Insel ein Naturschutzgebiet im Nationalpark Vorpommersche Boddenlandschaft.